# Gigantodiaptomus amblyodon
Gigantodiaptomus amblyodon is een eenoogkreeftjessoort uit de familie van de Diaptomidae. De wetenschappelijke naam van de soort is voor het eerst geldig gepubliceerd in 1873 door Marenzeller.